# Swartzia macrophylla
Swartzia macrophylla é uma espécie vegetal da família Fabaceae.
Apenas pode ser encontrada na Colômbia.